# Déva (hinduizmus)
A déva (szanszkrit: देव, devá) jelentése "mennyei, isteni". A hinduizmusban a létezés hierarchiájában Ísvara (Isten) alatt olyan létfokozatok vannak, amelyek Istennél alacsonyabb, de az embernél (pillanatnyilag) magasabb fejlődési fokon állnak. Ezeket nevezi a hindu bölcselet déváknak, szó szerinti fordításban: fénylő lényeknek, utalva arra, hogy nincs fizikai, csak fénytestük. Nőnemű alakja a déví. 
A dévák nem istenek, nem önálló istenségek, noha gyakran a Föld (mikrokozmosz) egy-egy funkciójáért felelősek. A mitológiai dévák gyakran rokonságban állnak Ísvara hármasságának (trimúrti) valamely megnyilvánulásával, sőt gyakran egymással is, amely jelképesen, fejlett eredetüket és a kozmikus hierarchiában elfoglalt helyzetüket jelenti, de szimbolizálja azt is, hogy a dévák az emberhez közelebb álló létformája nem zárja ki a hibák elkövetését sem.
Az alacsonyabb rendűek a rúpa-dévák (रूप ; van fizikai formájuk), a magasabb rendűek az arúpa-dévák (अरूप ; forma nélküliek). A nyugati (ábrahámi) vallások e lényeket nevezik összességben angyaloknak. A hindu panteonban leplezetlenül emberszerű (antropomorf) külső és belső jegyekkel jelennek meg, de gyakran magukénak tudhatnak olyan képességeket is, amelyek nem kizárólag isteniek, és amelyeket az ember csak később, fejlődésének egy időben távoli szakaszában nyer majd el.
A védikus vallásban még elsősorban az istenek egy bizonyos csoportját nevezik déváknak; a Védák szövegeiben már elkezdődik az általánosodás, de gyakran még elkülönítik a dévákat az aszúráktól és más csoportoktól is.
A hinduizmusban a dévákról nem lényeges tudni, honnan származnak. Lehetséges, hogy eredendően egy magasabb szintet képviselnek, de az sem kizárt, hogy valamikor ők is az emberek szintjén éltek, és a folyamatos, fokozatos fejlődéssel váltak "emberfelettivé". Az ind mitológia a dévákat mint fejlett, tökéletes, megvilágosult, önmagára ébredt embereket írja le, akik néha hibáznak is és gyakran tévednek. Ennek szimbóluma egyszerű: az embernek szüksége van a "magasabb világok" megismerésére, amelyhez a dévák világa nyújthat legkönnyebben érthető, legemberközelibb példát. Csak emberi vonásokkal felruházott lények figyelmeztethetik az embert legfontosabb kötelességére, az önmegismerés, önfelismerés elodázhatatlan feladatára.
A hinduizmus mintegy 33 millió dévát tart számon. A vaisnavizmusban félisteneknek is nevezik őket. Azért félistenek, mert csak félig istenek, azaz egyikőjükre sem igaz, hogy az Istenség Teljes személyisége volna. Egyikük sem Isten, hanem Istennek alávetett, ugyanakkor nagy erővel felruházott lények, akik különleges hatalmat kaptak az univerzum irányításában. Ugyanakkor nagy részük önálló kultusszal rendelkezik, legalábbis tisztelet tárgya.
A fő dévák a következők: Ganésa, Indra, Varuna, Agni, Kártikéja stb.
A fő dévík: Párvati, Szaraszvati, Laksmi, Gájatri stb.

## Fordítás
- Ez a szócikk részben vagy egészben  a   Deva (religión) című spanyol Wikipédia-szócikk fordításán alapul.  Az eredeti cikk szerkesztőit annak laptörténete sorolja fel. Ez a jelzés csupán a megfogalmazás eredetét és a szerzői jogokat jelzi, nem szolgál a cikkben szereplő információk forrásmegjelöléseként.